# 維克斯冰原島峰
85°20′S 176°40′W / 85.333°S 176.667°W
維克斯冰原島峰（英語：Vickers Nunatak）是南極洲的冰原島峰，位於沙克爾頓冰川上游，處於布萊克山東南面約20公里，以斯科特基地的無線電操作員命名。